# Emotion Engine

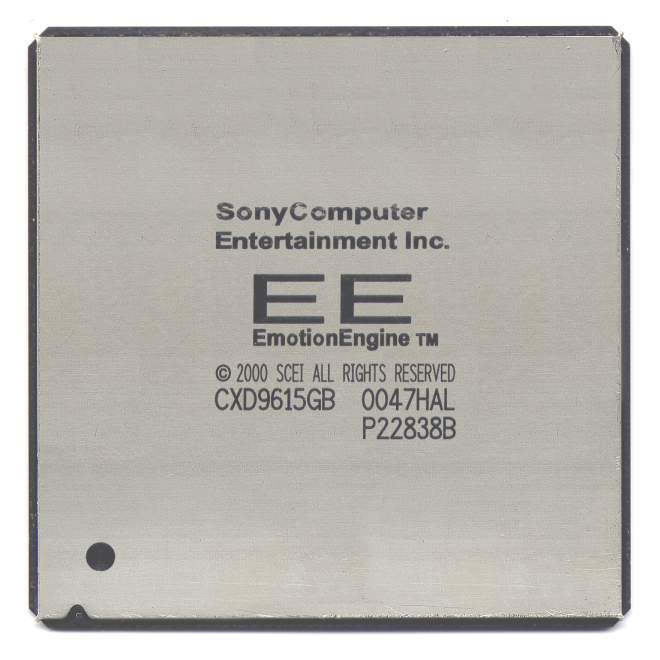

Az Emotion Engine a PlayStation 2 központi processzora,
amelyet a Sony és a Toshiba fejlesztett ki.
Egy MIPS alapú magból, két vektor processzorból (VPU), egy grafikus interfészből, egy 10 csatornás közvetlen memória-hozzáférésből (DMA), egy memória kontrollerből, egy képfeldolgozó egységből (IPU) és egy bement-kimenet interfészből áll.

## Leírás

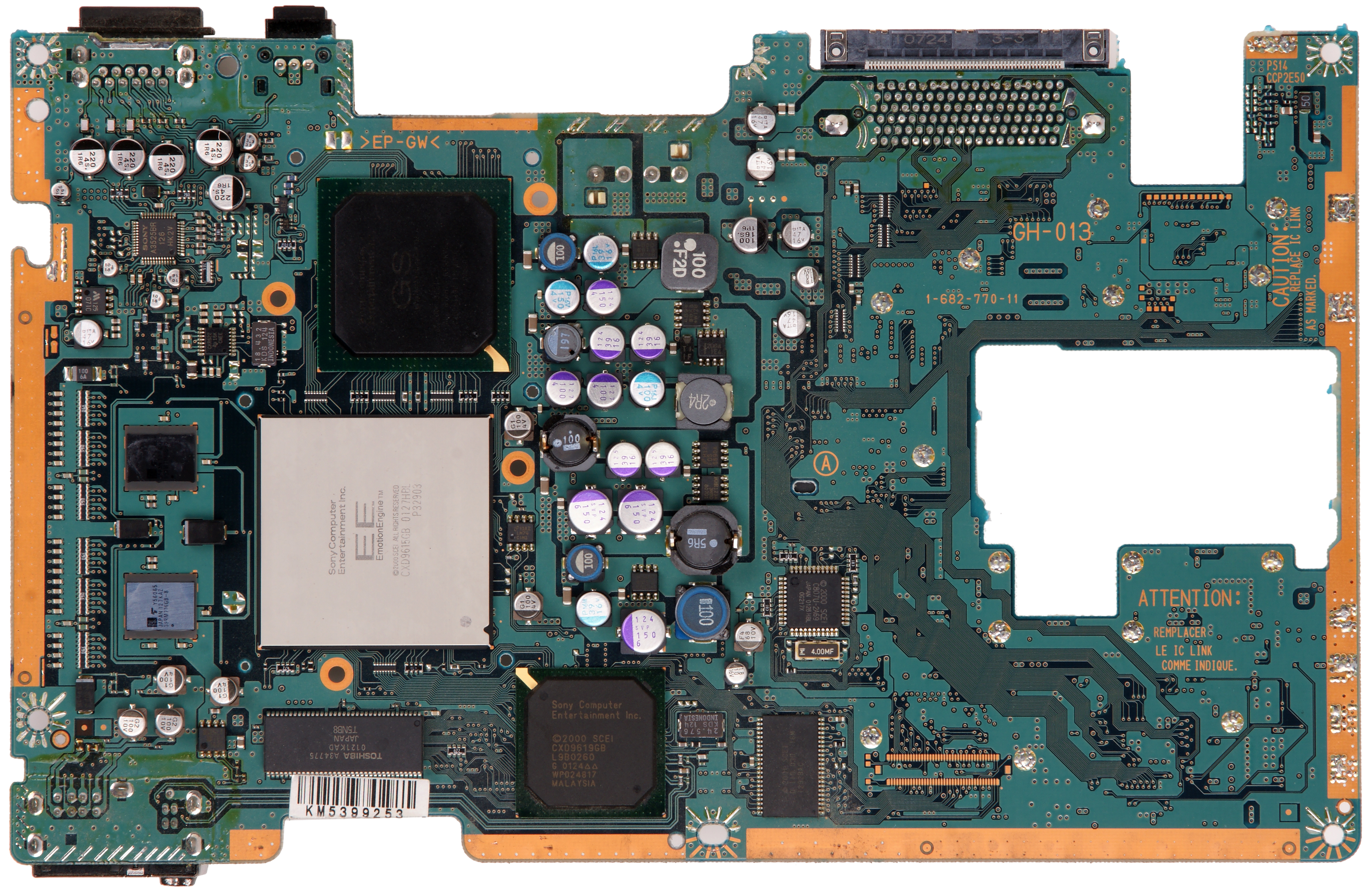
Az Emotion Engine a PS2 alaplapján

A CPU belső architektúrája SIMD (single instruction on multiple data) szervezésű. A belső regiszterek 128 bitesek. A 16 KB utasítás- és 8 KB-os adat-gyorsítótár mellett 16 KB Scratch Pad RAM gyorsítja a memóriahozzáférést. A lapkán egy szuperskalár, 2 utas fixpontos egység kapott helyet, amely egy órajel alatt 2x64 bitnyi adatot dolgoz fel. A 2 utas szuperskalár megnevezés azt jelenti, hogy egyszerre kettő fixpontos végrehajtó egység dolgozik egymással párhuzamosan. A duplázott lebegőpontos egység (FPU, VU0) teljesítménye 6,2 GFLOPS (gigaflop: 109 lebegőpontos művelet másodpercenként). A vektorműveleteket végrehajtó egységek (VU0, VU1) használatára a nagy erőforrás-igényű 3D-s számítások elvégzése miatt volt szükség. A VU0 végzi a felületek tesszelációját, azaz létrehozza a felületeket alkotó poligonokat, majd ezeket az adatokat megkapja a VU1, amely elvégzi a poligonokból álló 3D-os objektum képernyőre transzformálását (Transform and Lighting). A tiszta geometriai teljesítmény 66 millió háromszög másodpercenként. Ezt az adatot megvilágítás és köd effektek nélkül kell érteni; ha ezekre is szükség van, akkor a teljesítmény visszaesik 38, illetve 36 millió háromszög per szekundumra. Ezen a lapkán kapott helyet az MPEG II dekóder áramkör, amely textúra-kitömörítést is végez. A konzolokhoz képest szokatlanul nagy, 32 MB-os fő memória (két csatornás Direct RDRAM, 800 MHz) 3,2 GB/sec-os hozzáférést biztosít az adatokhoz. Az Emotion Engine órajele 294,912 MHz, 0,18 mikronos technológiával készült, 1,8 voltos feszültség mellett 15 wattot fogyaszt. A chip 10,5 millió tranzisztort tartalmaz és 240 mm2 kiterjedésű.

## Felhasználás
Az Emotion Engine-t elsődlegesen a PlayStation 2 központi processzoraként használták. A kezdeti PlayStation 3 modellekben (CECHAxx & CECHBxx modellszámok) az alaplapon szerepelt egy EE, a PS-2-vel való kompatibilitás megőrzése érdekében - ezt a PS-2 játékok futtatásakor használta a gép. A PS-3 modellek második, átdolgozott sorozatából már hiányzott az Emotion Engine; ezt a költségek csökkentésével indokolták. Hogy a PS-2 játékok továbbra is játszhatóak maradjanak, az EE funkcióit a Cell Broadband Processor és a továbbra is meglévő Graphics Synthesizer processzorokat használó szoftveres emulációval pótolták. Az összes ez után következő modellből már hiányzott a Graphics Synthesizer, és szoftveres emuláció hiányában ezek a modellek a PS-2 játékokat már nem futtatják.

## Specifikációk
- Órajel: 294 MHz
- Utasításkészlet: MIPS III, MIPS IV alrész, 107 vektorutasítás
- MIPS alapú mag: 2 alegység, 2 64 bites fixpontos egység, 1 lebegőpontos egység, 6 stage pipeline
- Utasítás cache: 16 KiB, 2 utas asszociatív cache
- Adatcache: 8 KiB, 2 utas asszociatív cache
- Scratchpad RAM: 16 KiB
- Fordítást elkerülő tároló (TLB): 48 pontos kombinált utasítás/adat
- Vektor processzor: 4 FMAC egység, 1 FDIV egység
- Vektor feldolgozó egység regiszterek: 128-bit wide, 32 pontos
- Képfeldolgozó egység: MPEG2 makroblokk réteg dekóder
- Közvetlen elérésű memória (DMA): 10 csatorna
- Belső adatbusz: 128 bit, 150 MHz, 2 GB/s maximális effektív sebesség
- Memóriabusz: Két 16 bites, 400 MHz DRDRAM csatorna, 3,2 GB/s (maximális elméleti sebesség)
- Gyártástechnológia: 0,25 µm (0,18 µm effektív LG), 4 rétegű fém, CMOS
- Feszültség: 1,8 V
- Energiafogyasztás: 15 W 1,8 volton
- Tranzisztorok száma: 10,5 millió
- A chip felülete: 240 mm2

## Elméleti teljesítmény
- Lebegőpontos: 6.2 milliárd egyszeres pontosságú (32 bit) lebegőpontos művelet másodpercenként
- Geometriai teljesítmény: 66 millió poligon másodpercenként
- Világítással és köddel: 36 millió poligon másodpercenként
- Bézier felületjavítás: 16 millió poligon másodpercenként
- Kép kitömörítés: 150 millió pixel másodpercenként